# Pokrzewka pustynna
Pokrzewka pustynna (Curruca nana) – gatunek małego wędrownego ptaka z rodziny pokrzewek (Sylviidae). Występuje w Azji, zimą także w północno-wschodniej Afryce. Nie jest zagrożony.
SystematykaBywała zaliczana do rodzaju Sylvia. Gatunek monotypowy. Dawniej za jej podgatunek uznawano pokrzewkę saharyjską (Curruca deserti), klasyfikowaną obecnie jako odrębny gatunek. Proponowany podgatunek theresae, opisany z prowincji Sindh w południowo-wschodnim Pakistanie, nie jest uznawany.
WystępowanieWystępuje od północnych i wschodnich wybrzeży Morza Kaspijskiego po środkową i południową Mongolię oraz północno-zachodnie Chiny. Preferuje suche, kamieniste stepy oraz półpustynie. Zimuje w północno-wschodniej Afryce (głównie wzdłuż wybrzeży Morza Czerwonego), na Półwyspie Arabskim i dalej na wschód do północno-zachodnich Indii. W Europie sporadycznie, w Polsce w ogóle nie stwierdzona.
WyglądNie występuje dymorfizm płciowy, a młode takie same jak dorosłe. Ogólnie dziób czarny, ale nasada żuchwy żółta, tak jak i oczy. Wierzch ciała, łącznie z głową, piaskowobrązowy, ale kantarek nieco jaśniejszy. Spód ciała brudnobiały. Pokrywy nadogonowe oraz sam ogon pomarańczowy, z białym brzegiem i czarniawym zakończeniem. Żółte nogi. Lotki i pokrywy skrzydłowe czarne albo ciemne, z pomarańczowymi obrzeżeniami.
Wymiarydługość ciała: 11,5 cm
rozpiętość skrzydeł: 15–17 cm
masa ciała: 7–10,6 g
GłosPodobne do wróbla krzykliwe „czerr”.
PożywienieŻywi się głównie drobnymi owadami, zjada też nasiona i jagody. Zwykle żeruje na ziemi lub nisko nad nią.
StatusIUCN uznaje pokrzewkę pustynną za gatunek najmniejszej troski (LC, Least Concern). Liczebność populacji nie została oszacowana. Ze względu na brak dowodów na spadki liczebności bądź istotne zagrożenia dla gatunku BirdLife International uznaje trend liczebności populacji za prawdopodobnie stabilny.